# فرودگاه شهری ابرناتی
فرودگاه شهری ابرناتی (به انگلیسی: Abernathy Municipal Airport) یک فرودگاه همگانی است . این فرودگاه در شهر آبرناتی، تگزاس کشور ایالات متحده آمریکا قرار دارد و در ارتفاع ۱۰۱۴ متری از سطح دریا واقع شده‌است.